# Гондурас на літніх Олімпійських іграх 2016
Гондурас на літніх Олімпійських іграх 2016 представляли 26 спортсменів у 8 видах спорту. Жодної медалі олімпійці Гондурасу не завоювали.

## Спортсмени
| Дисципліна     | Чоловіки | Жінки | Разом |
| -------------- | -------- | ----- | ----- |
| Легка атлетика | 1        | 0     | 1     |
| Бокс           | 1        | 0     | 1     |
| Футбол         | 18       | 0     | 18    |
| Дзюдо          | 1        | 0     | 1     |
| Плавання       | 1        | 1     | 2     |
| Тхеквондо      | 1        | 0     | 1     |
| Важка атлетика | 1        | 0     | 1     |
| Боротьба       | 0        | 1     | 1     |
| Разом          | 24       | 2     | 26    |

## Легка атлетика
Легенда
- Note – для трекових дисциплін місце вказане лише для забігу, в якому взяв участь спортсмен
- Q = пройшов у наступне коло напряму
- q = пройшов у наступне коло за добором (для трекових дисциплін - найшвидші часи серед тих, хто не пройшов напряму; для технічних дисциплін - увійшов до визначеної кількості фіналістів за місцем якщо напряму пройшло менше спортсменів, ніж визначена кількість)
- NR = Національний рекорд
- N/A = Коло відсутнє у цій дисципліні
- Bye = спортсменові не потрібно змагатися у цьому колі

Трекові і шосейні дисципліни
| Спортсмен        | Дисципліна                   | Попередній забіг | Попередній забіг | Півфінал        | Півфінал        | Фінал           | Фінал           |
| Спортсмен        | Дисципліна                   | Результат        | Місце            | Результат       | Місце           | Результат       | Місце           |
| ---------------- | ---------------------------- | ---------------- | ---------------- | --------------- | --------------- | --------------- | --------------- |
| Роландо Паласіос | біг на 200 метрів (чоловіки) | 21.32            | 7                | Завершив виступ | Завершив виступ | Завершив виступ | Завершив виступ |

## Бокс
| Спортсмен     | Категорія           | 1/16 фіналу        | 1/8 фіналу         | Чвертьфінали       | Півфінали          | Фінал              | Фінал           |
| Спортсмен     | Категорія           | Суперник Результат | Суперник Результат | Суперник Результат | Суперник Результат | Суперник Результат | Місце           |
| ------------- | ------------------- | ------------------ | ------------------ | ------------------ | ------------------ | ------------------ | --------------- |
| Теофімо Лопес | до 60 кг (чоловіки) | Уміа (FRA) L 0–3   | Завершив виступ    | Завершив виступ    | Завершив виступ    | Завершив виступ    | Завершив виступ |

## Футбол

### Чоловічий турнір
Склад команди
Шаблон:Склад чоловічої збірної Гондурасу з футболу на літніх Олімпійських іграх 2016
Груповий етап
Футбол на літніх Олімпійських іграх 2016 — чоловічий турнір – Group D
Шаблон:Чоловічий турнір з футболу на літніх Олімпійських іграх 2016, гра D1
Шаблон:Чоловічий турнір з футболу на літніх Олімпійських іграх 2016, гра D3
Шаблон:Чоловічий турнір з футболу на літніх Олімпійських іграх 2016, гра D5
Чвертьфінал
Шаблон:Чоловічий турнір з футболу на літніх Олімпійських іграх 2016, гра E3
Півфінал
Шаблон:Чоловічий турнір з футболу на літніх Олімпійських іграх 2016, гра F1
Матч за бронзову медаль
Шаблон:Чоловічий турнір з футболу на літніх Олімпійських іграх 2016, гра G1

## Дзюдо
| Спортсмен    | Категорія               | 1/16 фіналу             | 1/8 фіналу         | Чвертьфінали       | Півфінали          | Втішний поєдинок   | Фінал / БМ         | Фінал / БМ      |
| Спортсмен    | Категорія               | Суперник Результат      | Суперник Результат | Суперник Результат | Суперник Результат | Суперник Результат | Суперник Результат | Місце           |
| ------------ | ----------------------- | ----------------------- | ------------------ | ------------------ | ------------------ | ------------------ | ------------------ | --------------- |
| Рамон Пілета | понад 100 кг (чоловіки) | R Silva (BRA) L 000–110 | Завершив виступ    | Завершив виступ    | Завершив виступ    | Завершив виступ    | Завершив виступ    | Завершив виступ |

## Плавання
| Спортсмен              | Дисципліна                        | Попередній заплив | Попередній заплив | Півфінал         | Півфінал         | Фінал            | Фінал            |
| Спортсмен              | Дисципліна                        | Час               | Місце             | Час              | Місце            | Час              | Місце            |
| ---------------------- | --------------------------------- | ----------------- | ----------------- | ---------------- | ---------------- | ---------------- | ---------------- |
| Аллан Гутієррес Castro | 100 метрів батерфляєм (чоловіки)  | 55.20             | 39                | Завершив виступ  | Завершив виступ  | Завершив виступ  | Завершив виступ  |
| Сара Пастрана          | 200 метрів вільним стилем (жінки) | 2:03.19           | 38                | Завершила виступ | Завершила виступ | Завершила виступ | Завершила виступ |

## Тхеквондо
| Спортсмен      | Категорія           | 1/8 фіналу                 | Чвертьфінали       | Півфінали          | Втішний поєдинок   | Фінал / БМ         | Фінал / БМ      |
| Спортсмен      | Категорія           | Суперник Результат         | Суперник Результат | Суперник Результат | Суперник Результат | Суперник Результат | Місце           |
| -------------- | ------------------- | -------------------------- | ------------------ | ------------------ | ------------------ | ------------------ | --------------- |
| Мігель Феррера | до 80 кг (чоловіки) | Ходабахші (IRI) L 1–13 PTG | Завершив виступ    | Завершив виступ    | Завершив виступ    | Завершив виступ    | Завершив виступ |

## Важка атлетика
| Спортсмен       | Категорія           | Ривок     | Ривок | Поштовх   | Поштовх | Загалом | Місце |
| Спортсмен       | Категорія           | Результат | Місце | Результат | Місце   | Загалом | Місце |
| --------------- | ------------------- | --------- | ----- | --------- | ------- | ------- | ----- |
| Крістофер Павон | до 94 кг (чоловіки) | 145       | 15    | 180       | 15      | 325     | 15    |